# Kasjakov Breg
Il monte Kasjakov Breg con 652 m s.l.m. è una montagna delle Pohorje nelle Prealpi Slovene nord-orientali. Si trova nella regione dell'Oltredrava in Slovenia nel comune di Lovrenc na Pohorju.